# Mauricio Albornoz
Anssi Mauricio Albornoz Inola (Bro, 10 marzo 1988) è un ex calciatore svedese, di ruolo centrocampista o difensore.

## Biografia
Di padre cileno e madre finlandese, Mauricio è fratello maggiore di Miiko, anch'egli calciatore professionista.

## Carriera

### Club
Cresciuto nelle giovanili del Brommapojkarna, tra il 2007 e il 2008 va a farsi le ossa in terza serie con il prestito al Gröndals IK.
Nella sessione estiva del mercato 2008 rientra alla base, nella stagione in cui il BP ha riconquistato la promozione in Allsvenskan. Continua a vestire la maglia rossonera anche nel 2011, con la discesa in Superettan, salvo poi tornare a disputare la massima serie nel 2013. Proprio nel 2013 chiude il campionato con 10 reti all'attivo, 4 di queste realizzati su calcio di rigore. Già capitano, lascia il Brommapojkarna al termine della stagione 2014, conclusa con la retrocessione della squadra in seconda serie.
Nel gennaio 2015 firma un biennale con l'Åtvidaberg, ma a fine anno la squadra retrocede. Per la prima parte del campionato 2016 viene così prestato all'IFK Göteborg, con un prestito valido fino al successivo 30 giugno. Dopo aver giocato sette partite, quattro dei quali fin dall'inizio, l'IFK Göteborg ha deciso di non far valere l'opzione di acquisto. Nella seconda metà dell'Allsvenskan 2016 è stato girato in prestito al GIF Sundsvall.
Scaduto il contratto con l'Åtvidaberg (rimasto in seconda serie), dopo i due prestiti dell'anno precedente, nel 2017 Albornoz ha continuato a giocare in Allsvenskan firmando un contratto annuale con il neopromosso AFC Eskilstuna.
Nel febbraio del 2018 ha firmato con il Sirius, altra squadra militante in Allsvenskan, un contratto di breve termine valido fino al successivo 31 luglio, poi prolungato fino al termine del campionato 2018. Nonostante ciò, da fine luglio in poi è rimasto sempre in panchina o in tribuna, giocando talvolta solo con la formazione Under-21 malgrado l'età più avanzata.
Nel marzo del 2019 è sceso in seconda serie per unirsi al Syrianska, ma non ha evitato la retrocessione del club giallorosso giunta a fine stagione. Per la stagione 2020 si è unito all'Akropolis, squadra della periferia stoccolmese che si apprestava a disputare da neopromossa il primo campionato di Superettan della propria storia. Qui è rimasto per due stagioni, la seconda delle quali ha visto il club retrocedere.
Svincolato, nel marzo del 2022 è ripartito dall'IFK Haninge, formazione militante nella terza serie nazionale.

### Nazionale
Nel 2009 ha giocato una partita nella nazionale svedese Under-21.